# Джералд Мосс
Джералд Мосс (англ. Gerald Moss; нар. 22 березня 1936) — колишній американський тенісист.
Найвищим досягненням на турнірах Великого шолома був фінал в парному розряді.

## Фінали турнірів Великого шолома

### Парний розряд (1 поразка)
| Результат | Рік  | Турнір        | Покриття | Партнер        | Суперники              | Рахунок                 |
| --------- | ---- | ------------- | -------- | -------------- | ---------------------- | ----------------------- |
| Поразка   | 1955 | Чемпіонат США | Трава    | Вільям Квільян | Камо Косей Ацусі Міяґі | 3–6, 3–6, 6–3, 6–1, 4–6 |